# Ausiliario chirale
Un ausiliario chirale è un composto chimico o una unità che viene temporaneamente incorporata in una sintesi organica in modo che possa essere realizzata asimmetricamente con la formazione selettiva di uno dei due enantiomeri. Gli ausiliari chirali sono composti otticamente attivi e introducono la chiralità in composti che altrimenti formerebbero un racemo. Lo stereocentro temporaneo poi forza la formazione asimmetrica di un secondo stereocentro utilizzando l'impedimento sterico o dirigendo i gruppi in modo da determinare la chiralità. Dopo la creazione del secondo stereocentro l'ausiliario originale può essere rimosso e riciclato.
Gli ausiliari chirali vennero introdotti da Elias James Corey nel 1978 con l'8-fenilmentolo chirale e da B.M. Trost nel 1980 con l'acido mandelico chirale. Il composto del mentolo è difficile da preparare e una alternativa è rappresentata dal trans 2-fenil-1-cicloesanolo introdotto da J. K. Whitesell nel 1985.